# آنیکا هرنروت-روتشتاین
آنیکا هرنروت-روتشتاین (به سوئدی: Annika hernroth-rothstein) یک فعال سیاسی و روزنامه‌نگار سوئدی-اسرائیلی است. او برای روزنامه‌های اسرائیل حیوم، جروسالم پست، ریکوشت، واشینگتن اکزمینر، مجله کامنتاری و مجله موسائیک مقاله می‌نویسد. بیشتر مقاله‌های او مربوط به مسائل خاورمیانه، مسائل مذهبی و یهودستیزی است. او همچنین یکی از طرفداران مهم اسرائیل در کشور سوئد می‌باشد و همه ساله راهپیمایی طرفداری از اسرائیل در این کشور را مدیریت می‌کند.

## فعالیت سیاسی
روتشتاین در زمینه یهودستیزی در جامعه سوئد و در کشورهای مختلف مقاله‌های زیادی می‌نویسد. او در سال ۲۰۱۳ برای اعتراض به ممنوع شدن کشتن حیوانها به صورت کوشر و ختنه کردن پسران در کشور سوئد درخواست پناهندگی کرد. او همچنین در مورد افزایش یهودستیزی در اثر مهاجرت مسلمانان به سوئد مطالب زیادی نوشته‌است و در سخنرانی در همین زمینه ابراز کرده‌است که از تمامی مسلمانان می‌ترسد.
مطالب مورد علاقه روث استین، یهودستیزی، توریسم جهادی، یهودیان و معبد سوم و به دست آوردن هویت یهودی هستند.

## سفر به ایران
در سال ۲۰۱۶ روث استین به ایران سفر کرد و از زندگی یهودیان ایران و مسائل انتخابات مجلس مقاله تهیه کرد. او در مصاحبه با اسرائیل حیوم پس از این سفر ابراز کرده‌است که در درخواست ویزای خود رابطه خود را با اسرائیل و فعالیتهای صهیونیستی قبلی خود را مخفی نکرده‌است ولیکن به سادگی ویزای ایران دریافت کرده‌است. او همچنین در مصاحبه می‌گوید که در زمان انتخابات به دفتر رهبر ایران آیت‌الله خامنه‌ای دعوت شده‌است و او را از نزدیک ملاقات کرده‌است. او همچنین می‌گوید که در تمامی مدت سفر از رئیس‌جمهور ایران، حسن روحانی، پیامکهای خوش آمدگویی و دوستانه دریافت می‌کرده‌است. او در تهران با یهودیان تهران ملاقات کرده و سپس برای زیارت به مقبره استر و مردخای در همدان رفته‌است. پس از این سفر او شرح سفر خود را به ایران در مقاله‌ای در مجله تاور به چاپ رسانده‌است. او همچنین می‌گوید که در دیدار با یکی از مقامهای سیاسی ایران به او گفته می‌شود که جمهوری اسلامی با اسرائیل دشمنی ندارد و تنها با ایالات متحده دشمن است و مایل است با اسرائیل همکاری کند تا قدرت ایالات متحده را کم کند.

## زندگی شخصی
روث استین دارای دو فرزند پسر از همسر سابق خود که غیریهودی (جنتیل) است می‌باشد. او پس از جدایی فرزندان خود را در دین یهودیت تربیت کرده و هر سال آنها را برای کمپ به اسرائیل می‌فرستد. او همچنین هر سال پنجبار به کشور اسرائیل سفر می‌کند. روث استین دارای دو مدرک در مطالعات خاورمیانه و ارتباطات است که پس از جدایی از همسرش اخذ کرد. او فعالیت مطبوعاتی خود را با نوشتن بلاگ آغاز کرد و بلاگ او در محافل یهودی مورد استقبال قرار گرفت. سپس به او پیشنهاد شد که برای چندین روزنامه اسرائیلی مطلب بنویسد.